# Bouchot
Pour les articles homonymes, voir Bouchot (homonymie).
Un bouchot (mot poitevin, du latin médiéval buccaudum, de buccale, embouchure) est un pieu en bois partiellement immergé dans la zone de battement des marées et servant de support pour l'élevage et la récolte des moules (mytiliculture) et autres coquillages, qui donne son nom aux « moules de bouchot ». 

## Description
Il s'agit généralement de pieux en chêne ou en châtaignier de 2 à 6 m de long, non écorcés, enfoncés de moitié dans le sable ou les sédiments, et disposés en alignements de 50 à 100 m sur les zones d'estran recouvertes à marée haute et découvertes à marée basse. Les parcs à moules ainsi constitués ne sont pas immergés de façon permanente et émergent à marée basse.  

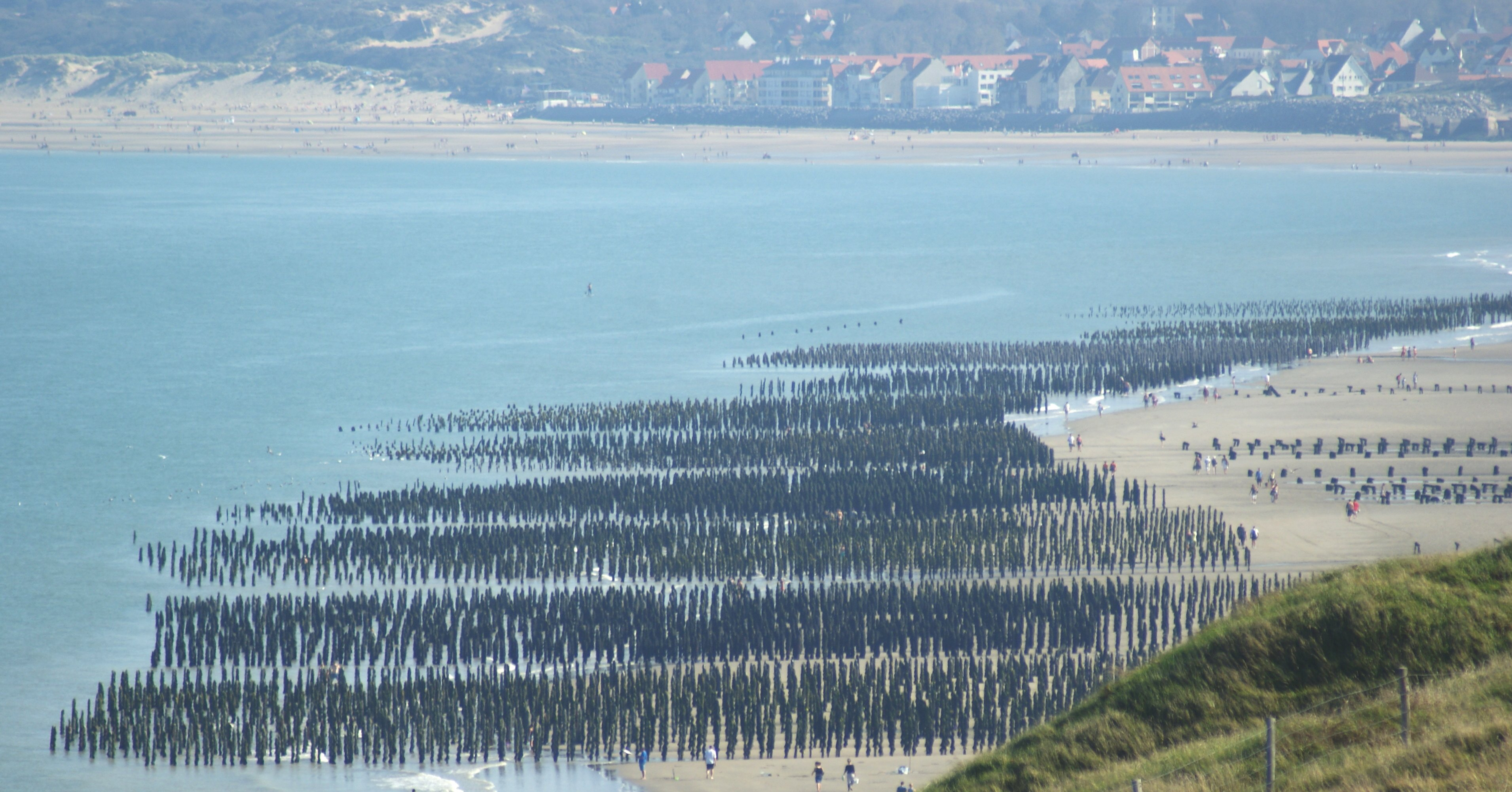
Baie de Wissant de la Côte d'Opale du Pas-de-Calais.
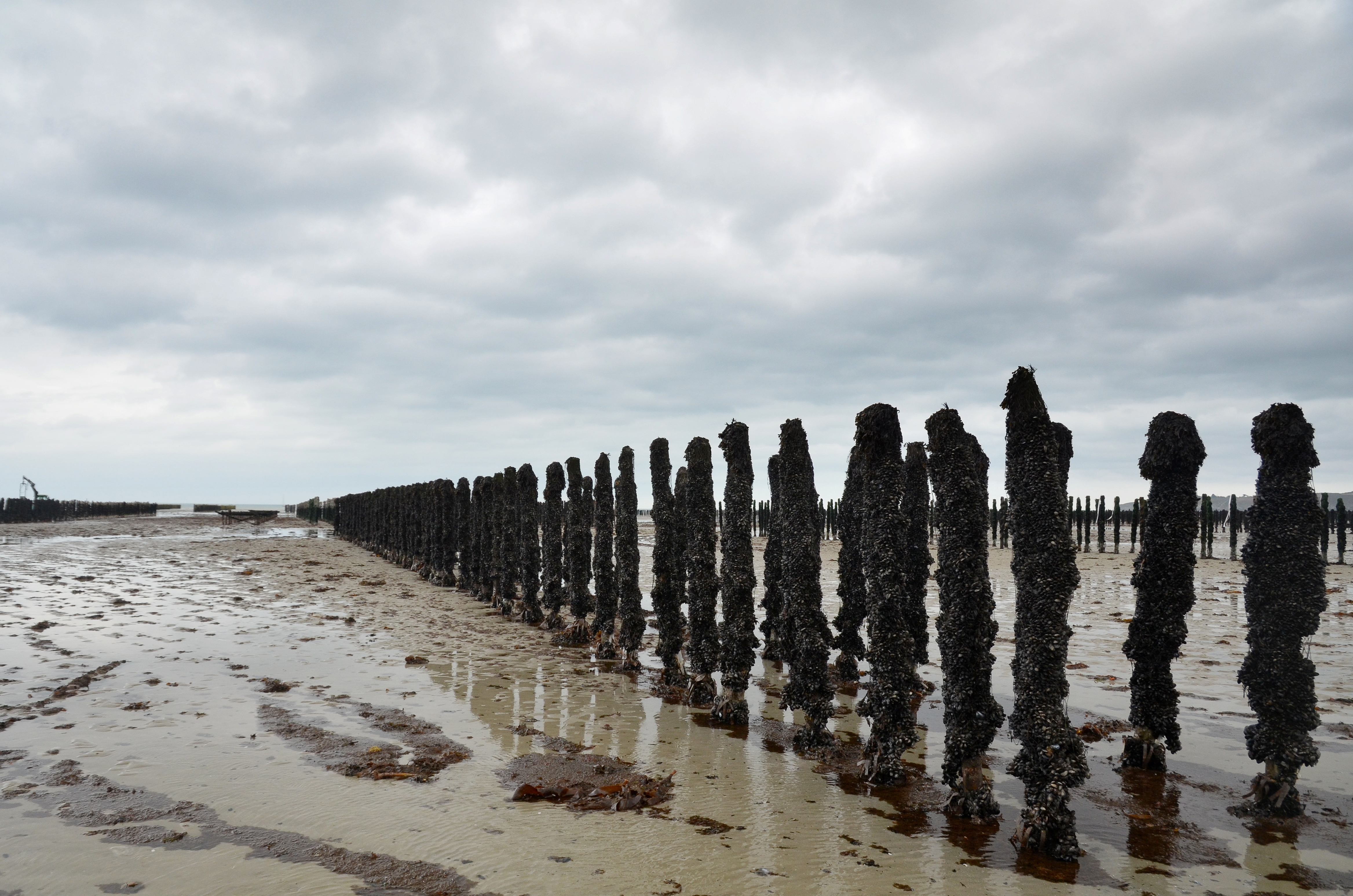
Côtes-d'Armor en Bretagne.

Des naissains de moules y sont accrochés par des mytiliculteurs pendant environ un an, avant récolte. Les alignements pouvaient prendre autrefois la forme de « V » ou de « W ».

## Histoire et origine du motbouchot
L'origine de ce mot n'est pas certaine, et n'est pas citée par les anciens dictionnaires français.
- Il aurait été inventé, comme la méthode de culture qu'il décrit, par Patrick Walton, un Irlandais naufragé en 1235 en baie de l'Aiguillon près de La Rochelle en Vendée. Cherchant alors à se nourrir en attrapant au vol des oiseaux de mer, il plante de longs piquets en bois sur l'estran à marée basse pour y accrocher ses filets d'allouret. Il se serait alors rapidement rendu compte que des moules et coquillages se fixaient naturellement sur ses piquets, et aurait alors développé cette technique d’élevage et de pêche en les joignant par des clayonnages qui se couvraient également de moules (bouchot, en français, viendrait du nom irlandais déformé-francisé de cette structure bout choat[2]). Cette technique d'élevage et de récolte de moules et d'autres coquillages et crustacés se développe et se répand alors au delà de ce lieu d'origine, à partir du XIIIe siècle[3].

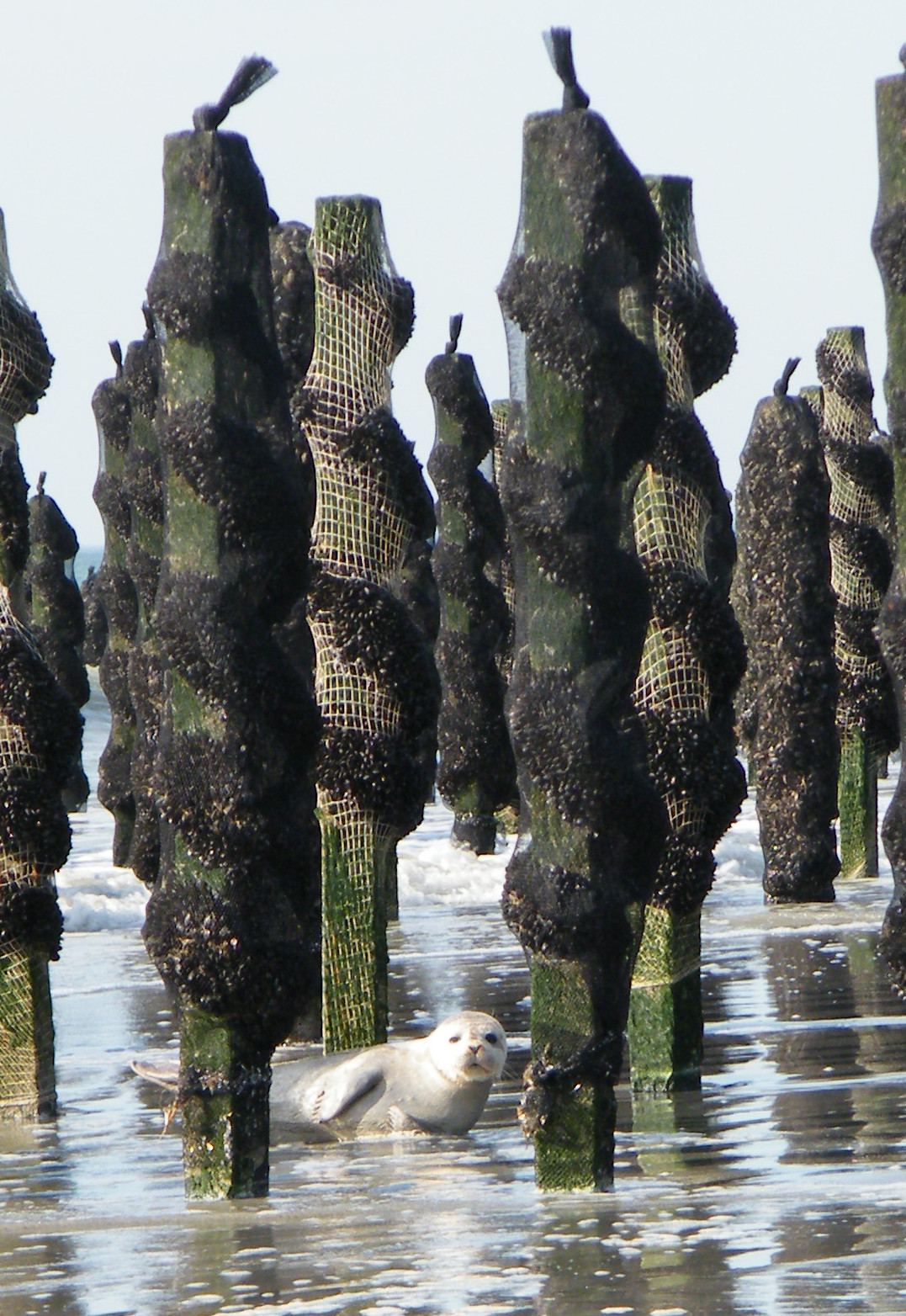
Naissain de moule de bouchot en début de grossissement, en baie de Somme.

- Les Charentais affirment avoir inventé la technique du bouchaud au Xe siècle.

- Le mot pourrait venir du patois d'une forme de piège immergé[4], à base de filets et pieux ou planches utilisé pour capturer ou braconner l'anguille dans le Marais poitevin et ailleurs. Ce mot dérive probablement du mot « boucher » car il désignait aussi parfois la sortie d'une retenue d'eau.

- Ce nom était également donné à un système de piège constitué de filets accrochés à des alignements de pieux formant un entonnoir en « V » conduisant les poissons dans une nasse qui « bouchait » la sortie, y enfermant les poissons qui cherchaient à gagner le large à marée basse. Ces pieux se couvrant naturellement de grosses grappes de moules, on aurait eu l'idée de les cultiver de la sorte, mais de manière plus rationnelle et intensive : on n'attend plus que les moules arrivent ; on ensemence les pieux avec des cordes couvertes de larves et on enferme les moules dans un filet. On sait par ailleurs que les récifs artificiels ont un effet « attracteur » sur les poissons et de nombreux organismes. Il est donc possible que les moules et les pièges aient eu une fonction synergique. Lorsque deux pièges en forme de V étaient associés, la forme centrale du W permettait, en plus, de piéger les poissons cherchant à nager vers la plage à marée montante. Placés en des lieux stratégiques, comme les filets traversant les estuaires destinés à pêcher le saumon, ces systèmes de pêche ont pu déjà contribuer à la surexploitation de la ressource halieutique à l'époque des lumières. Ils étaient généralement abandonnés après quelques dizaines d'années, alors que le produit de la pêche diminuait, faute de reproducteurs.

- Des écluses à poissons faites de bois entrelacés, sont nommés clayes, pêcheries de clayonnage, bas parcs ou bouchots sous l'Ancien Régime. Elles sont adaptées à des rivages peu exposés.

## Métier
Les exploitants et ouvriers de bouchots sont appelés mytiliculteurs, ou anciennement bouchoteurs, boucholeurs ou boucheteurs.
Les deux zones de production les plus connues sont celles de la baie du Mont-Saint-Michel et celles de Charron, dans la baie de l'Aiguillon, en Charente-Maritime.
Cependant, l'ensemble de la côte atlantique française possède aussi d'importantes zones de production, qui ont atteint, en 1999, 16 600 tonnes pour la Bretagne-nord, 14 000 tonnes pour l'île de Ré et le centre-ouest (Charron essentiellement), 3 000 tonnes pour la Bretagne sud, 2 700 tonnes pour la Normandie et la mer du Nord et 2 500 tonnes pour le bassin de Marennes-Oléron.
En Manche, le secteur de la baie de Somme produit environ 2000 tonnes à l'année.[réf. nécessaire]

Quelques parcs à moules de bouchot
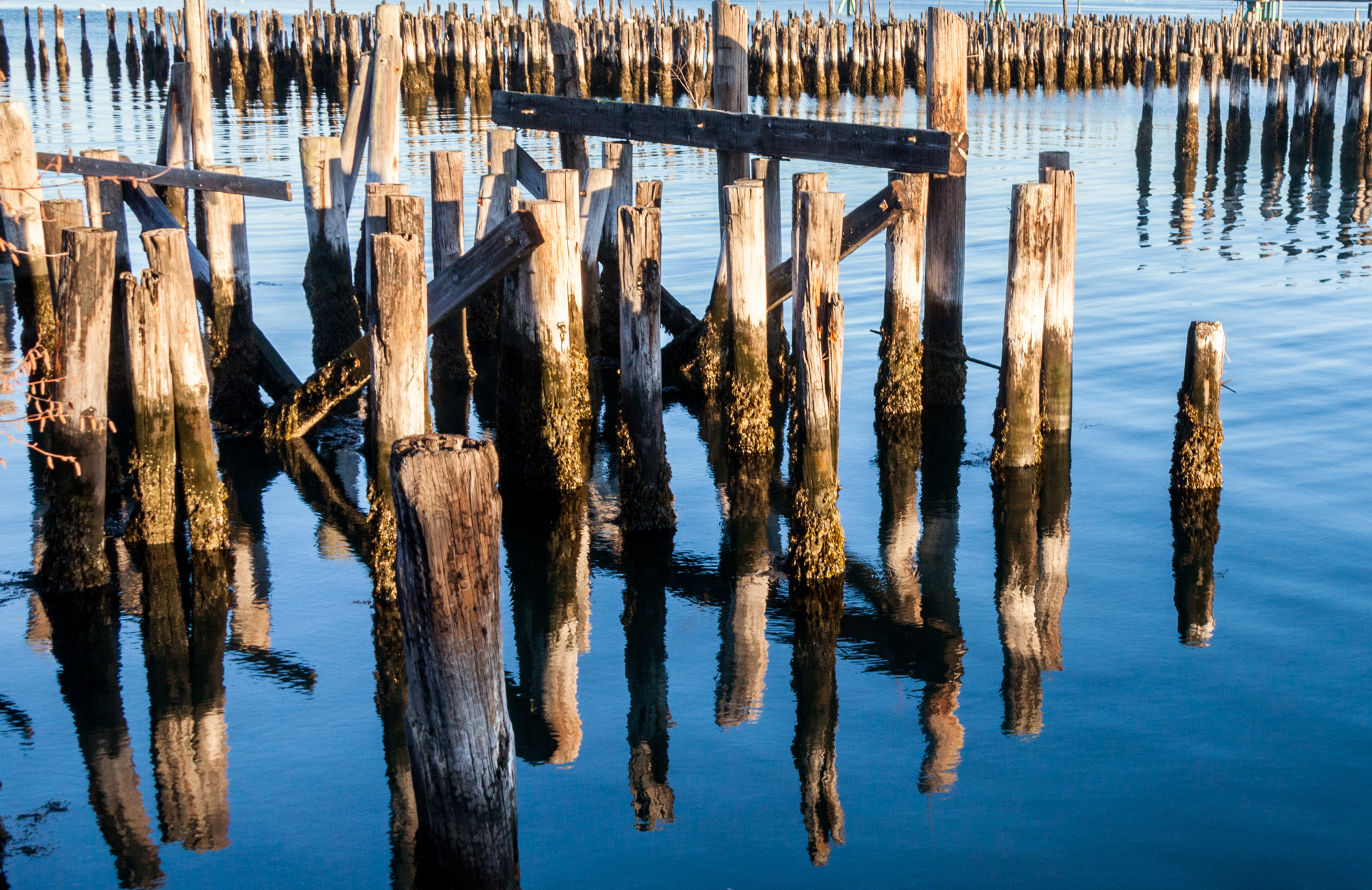
Portland dans le Maine (États-Unis).
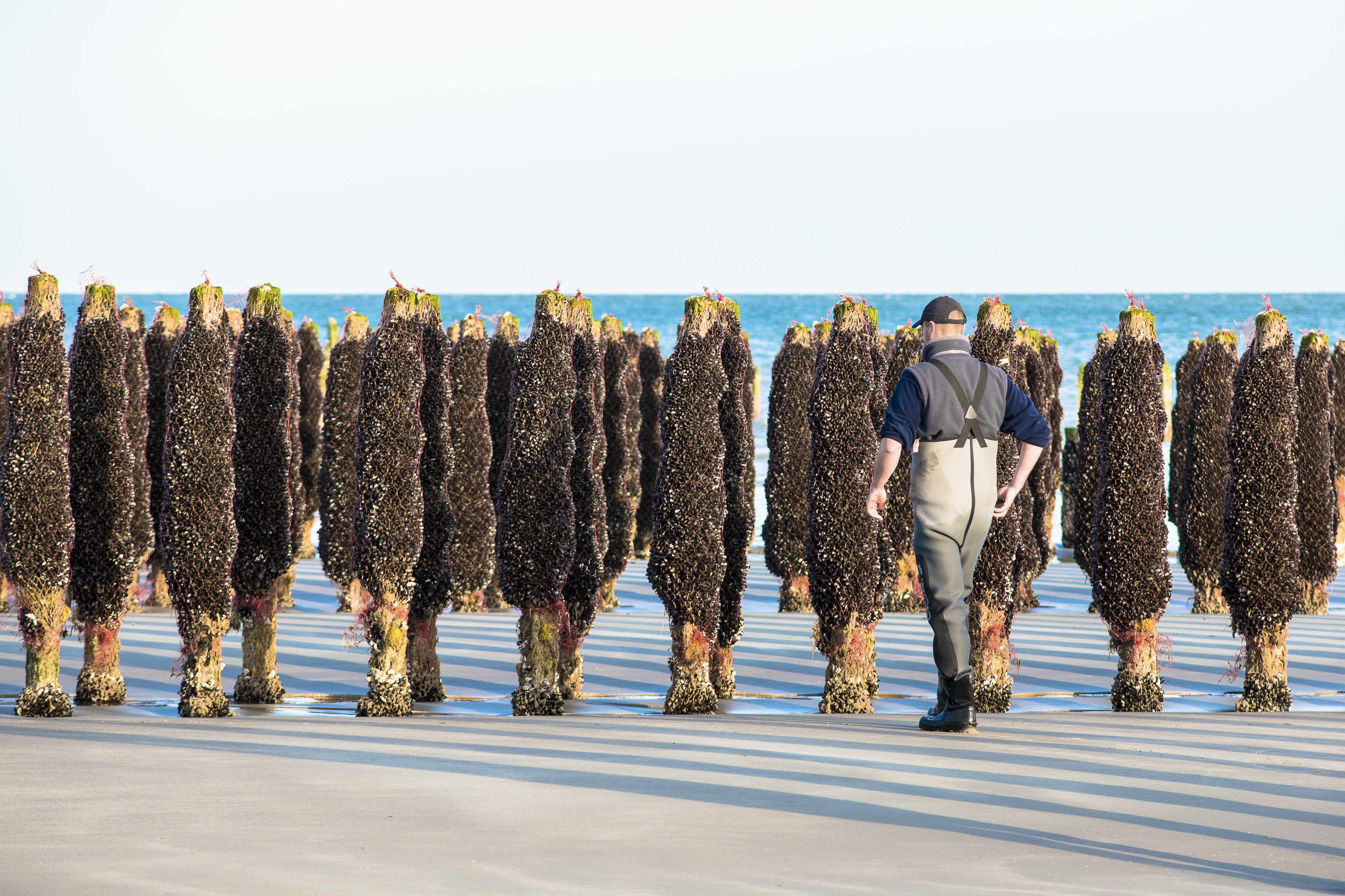
Pas-de-Calais.
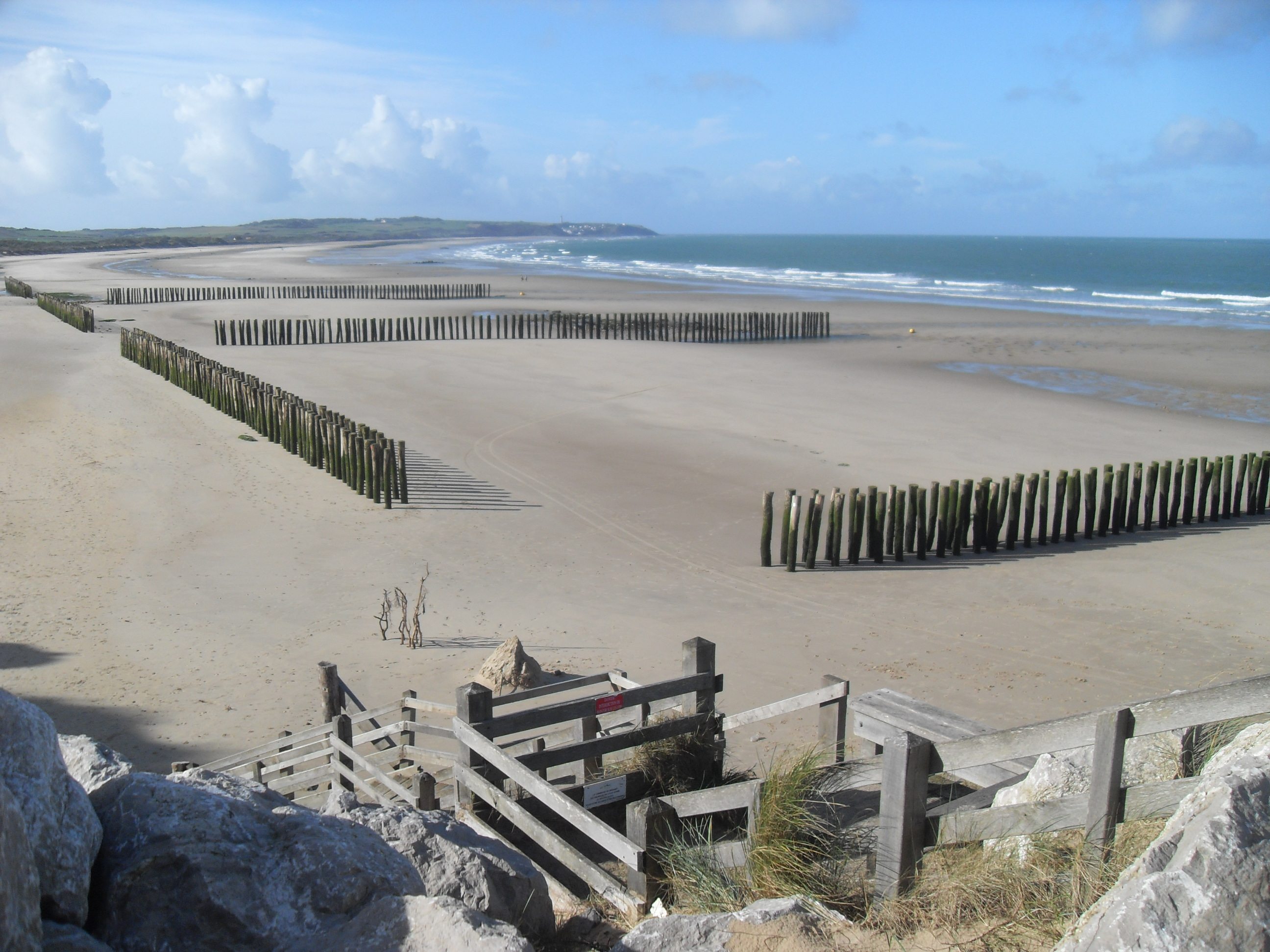
Baie de Wissant de la Côte d'Opale du Pas-de-Calais.
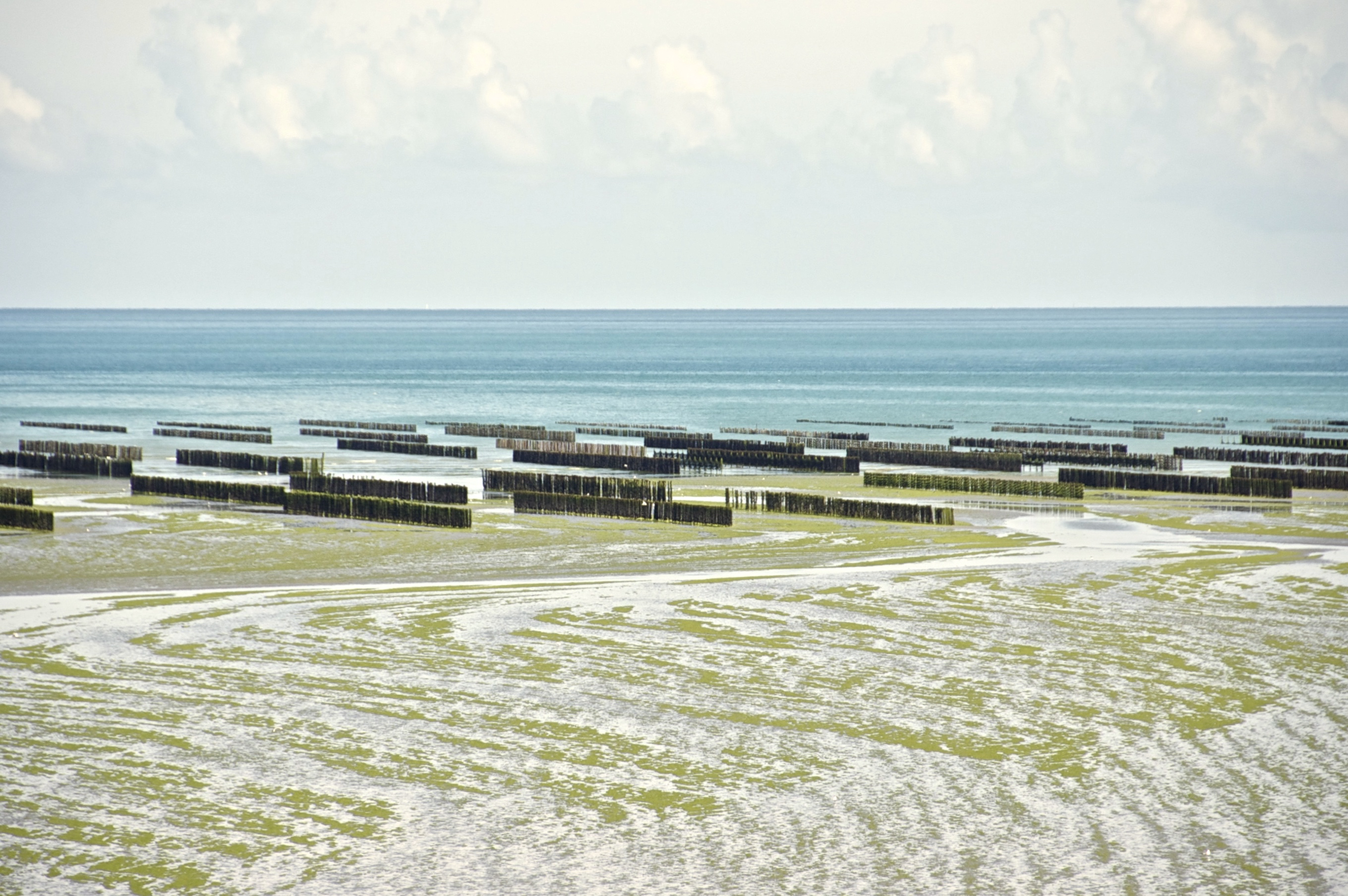
Baie de Saint-Brieuc, des Côtes-d'Armor en Bretagne.
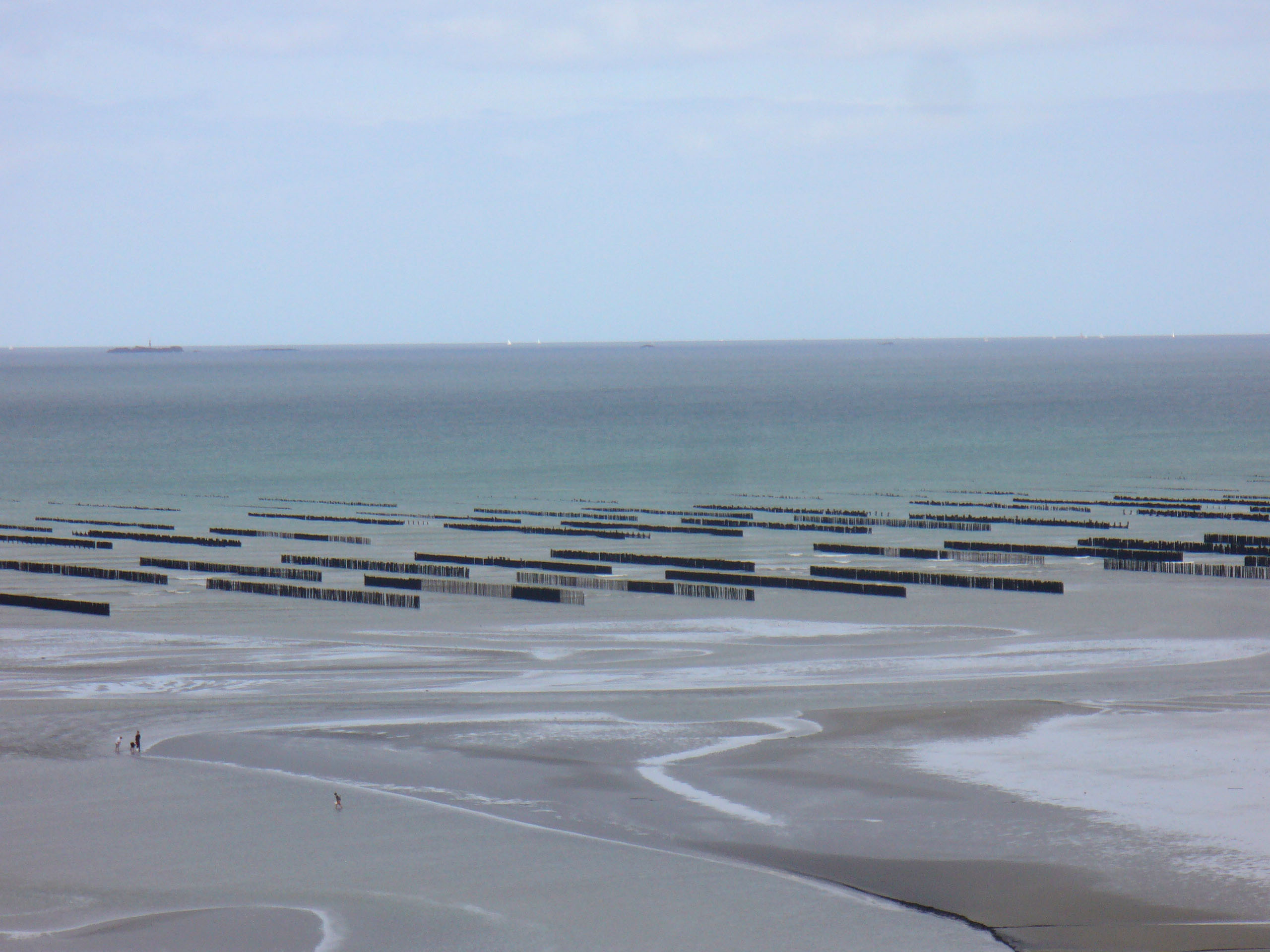
Hillion des Côtes-d'Armor en Bretagne.
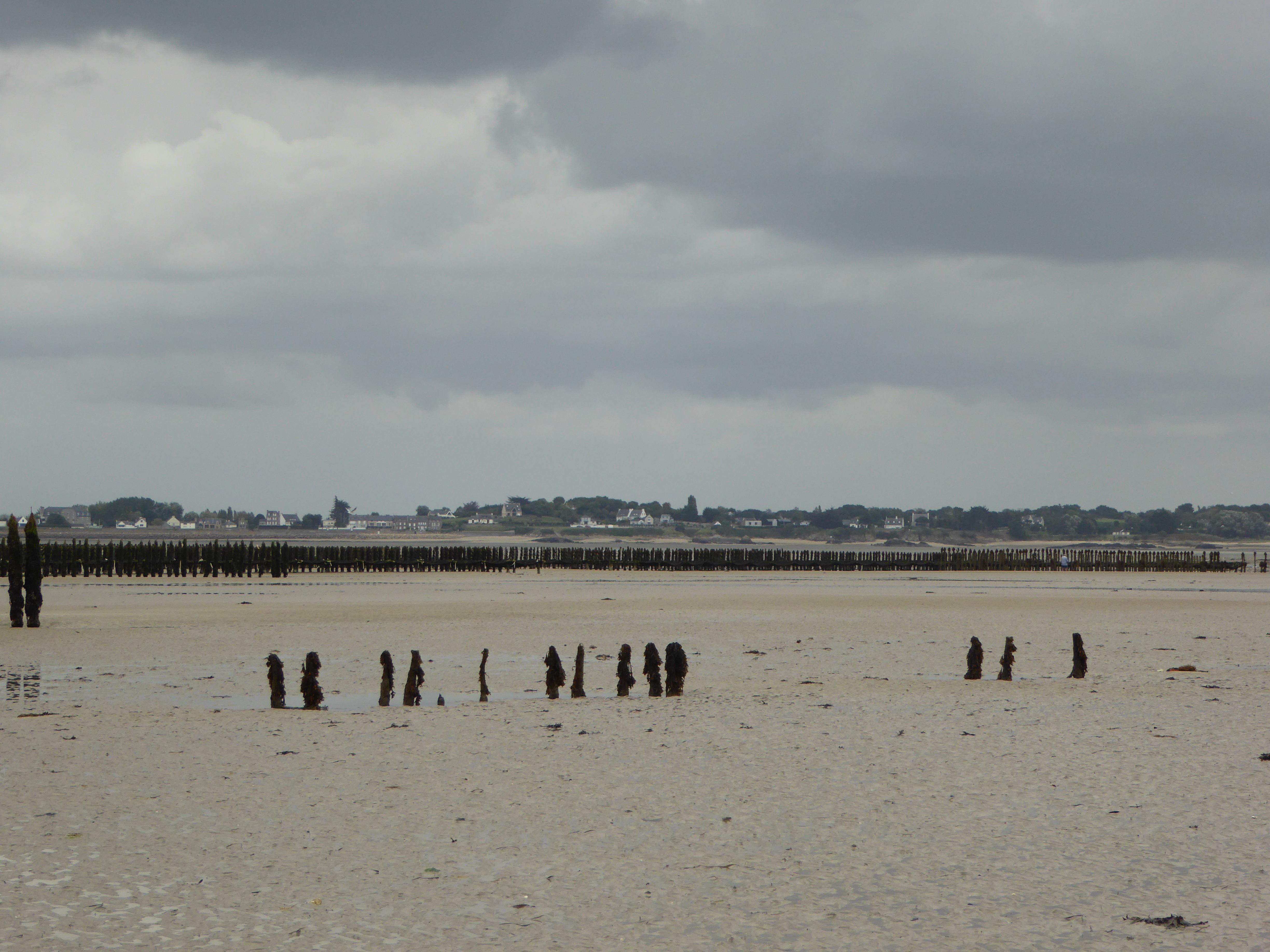
Saint-Cast-le-Guildo de la côte d'Émeraude en Bretagne.
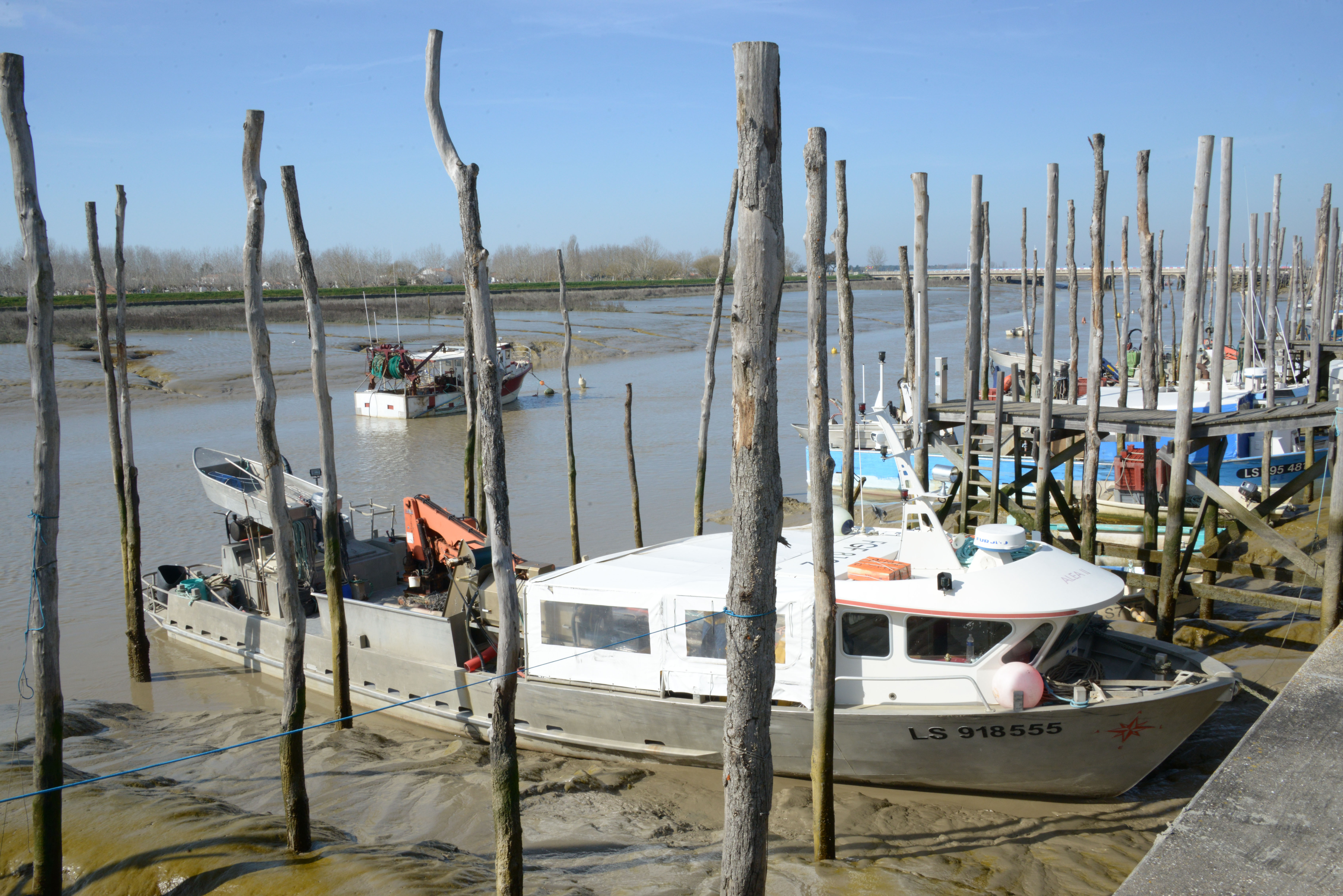
Chaland-atelier mytilicole du port de L'Aiguillon-sur-Mer en Vendée.
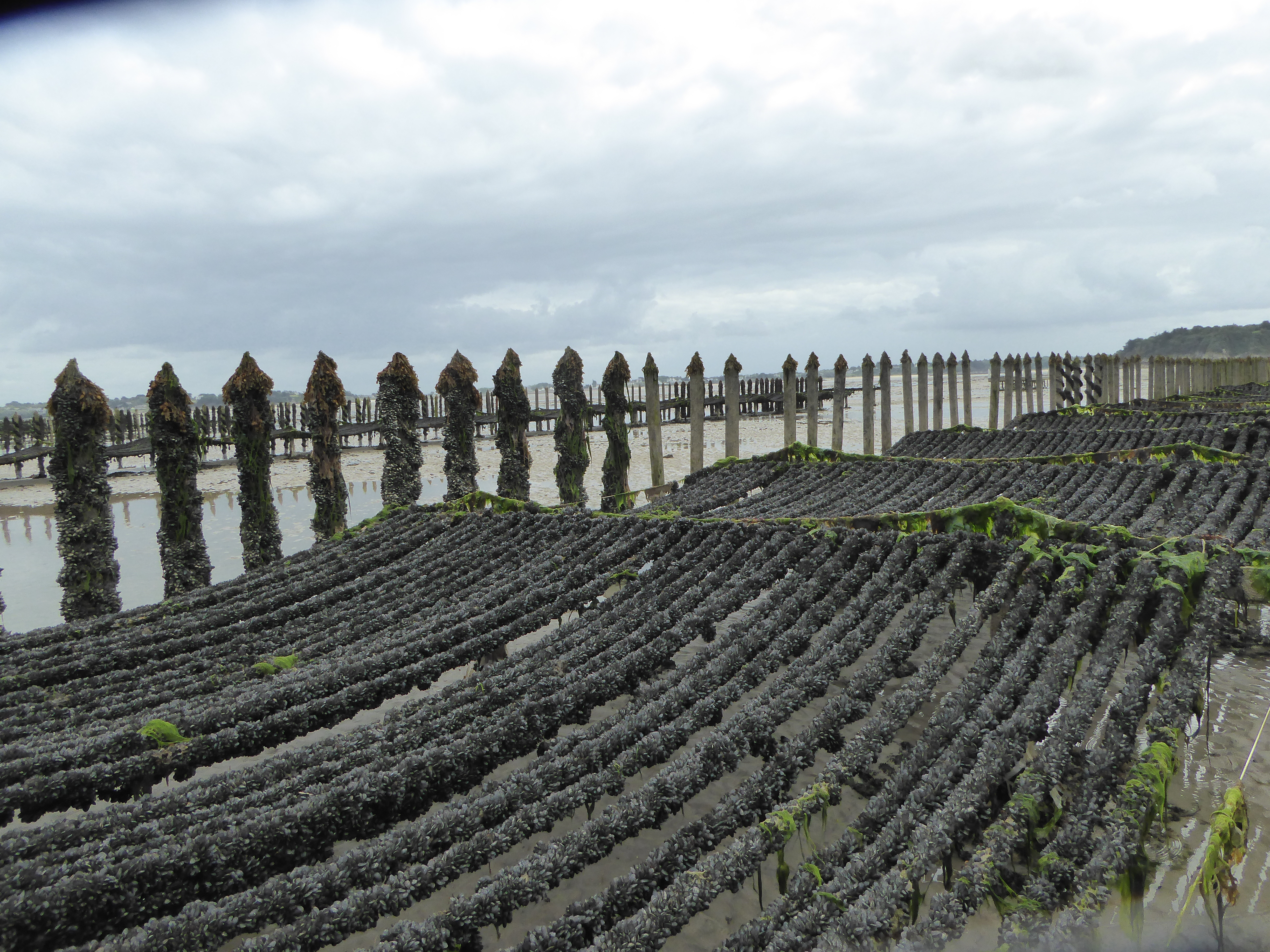
Saint-Cast-le-Guildo de la côte d'Émeraude en Bretagne.

## Reconnaissance
- 2006 : la moule de bouchot de la baie du Mont-Saint-Michel est le premier des produits de la mer à obtenir une appellation d'origine protégée (AOP)[6],[7].

- 2013 : l'inscription de la dénomination « moules de bouchot » est publiée dans le registre des spécialités traditionnelles garanties (STG) du Journal officiel de l'Union européenne, du 7 mai[8].

- 2020 : la culture des moules de bouchot de Pénestin dans le Morbihan en Bretagne, est une pratique reconnue et inscrite en octobre à l'inventaire du patrimoine culturel immatériel en France[9].